# 1850 en Italie
Chronologie de l'Italie
- 1846
- 1847
- 1848
- 1849
- 1850
- 1851
- 1852
- 1853
- 1854

## Événements

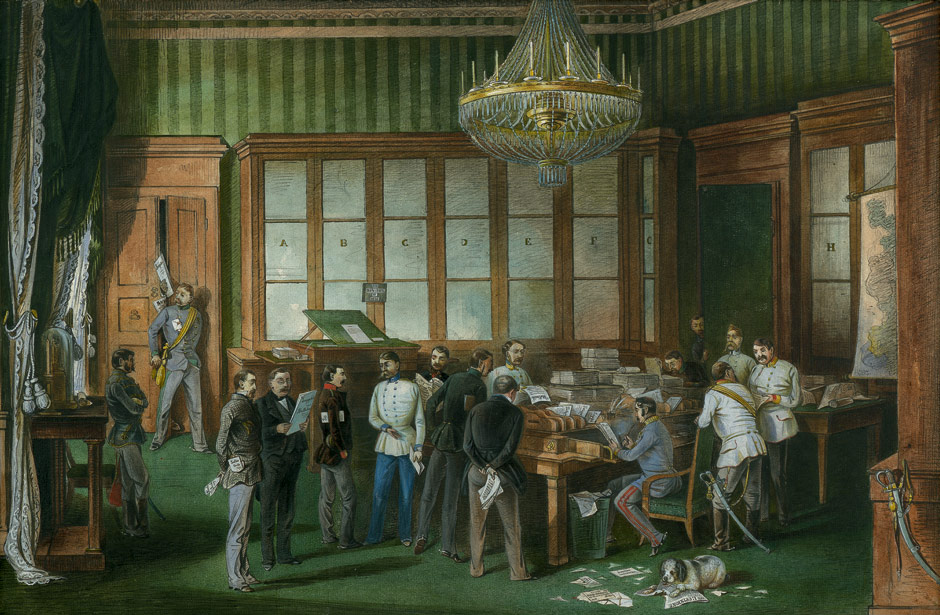
Le cabinet du prince de Schwarzenberg, gouverneur de Lombardie, en 1850.

- 9 janvier, Piémont : la paix avec l’Autriche peut enfin être ratifiée après que le président du Conseil Massimo d'Azeglio ait dissout la Chambre et que les élections aient donné la victoire aux modérés. Le ministère d’Azeglio s’engage sur la voie des réformes[1]. En mars sont proposés des projets de lois limitant l’influence de l’Église (abolition des tribunaux spéciaux pour le clergé, soumission à autorisation gouvernementale des legs en faveur des couvents, diminution des fêtes religieuses chômées).
- 6 avril : fondation de la revue jésuite Civiltà Cattolica à Naples; très proche du Saint-Siège, elle est souvent considérée comme véhiculant l'opinion du pape sur les affaires courantes.
- 9 avril, Piémont : les lois Siccardi sont approuvées malgré l’agitation et les tensions avec Rome. Elles abolissent le for ecclésiastique et limitent la mainmorte[2].
- 12 avril : retour à Rome du pape, sous la protection des Français[3].

- 22 avril : Léopold II de Toscane signe une convention qui ouvre ses places fortes aux troupes autrichiennes[4].
- 18 septembre : le cardinal Giacomo Antonelli, secrétaire d’État de Pie IX, forme un ministère dont trois membres sur cinq sont laïques[5]. Il mène une politique réactionnaire. Méfiant envers la France, il ne tient pas compte des avis d’Oudinot, incitant le pape à ne pas détruire toutes les institutions libérales mises en place. La France préconise l’amnistie générale, la sécularisation de l’administration, le code Napoléon et un gouvernement libéral. Le pape refuse. La question romaine est posée : la France maintient un corps expéditionnaire à Rome pour protéger l’indépendance du pape, ce qui entraîne une brouille avec les libéraux. Mais le but de Louis-Napoléon Bonaparte, ignoré par le pape, est de permettre au corps expéditionnaire de faire pression sur le gouvernement pontifical afin qu’il renoue le dialogue avec les libéraux italiens.

- 21 septembre : Léopold II de Toscane suspend la constitution de 1848[4].
- 11 octobre, Piémont : Cavour entre au gouvernement où il cumule les portefeuilles de l’Industrie, de l’Agriculture, du Commerce et de la Marine, puis des Finances (avril 1851)[1]. Il élargit à gauche la base parlementaire du gouvernement d’Azeglio (le connubio, le mariage).

- Règne brutal de François V de Modène. De nombreux libéraux préfèrent fuir[4].

## Culture
- 16 novembre : création de Stiffelio, opéra en trois actes de Giuseppe Verdi, sur un livret de Francesco Maria Piave, d'après Le Pasteur ou l'évangile au foyer d'Émile Souvestre et Eugène Bourgeois, au Teatro Grande de Trieste.

## Naissance en 1850
- 4 mars : Luigi Giuseppe Lasagna, prêtre salésien et évêque catholique, missionnaire en Uruguay et au Brésil. († 6 novembre 1895)
- 5 avril : Enrico Mazzanti, ingénieur et dessinateur qui fut le premier illustrateur du Pinocchio de Carlo Collodi. († 3 septembre 1910)
- 25 décembre : Ettore De Maria Bergler, peintre, spécialisé dans la peinture de paysage. († 28 février 1938)

## Décès en 1850
- 3 janvier : Giuseppina Grassini, 76 ans, chanteuse d'opéra, à la voix de contralto au timbre velouté et profond. (° 18 avril 1773)
- 13 février : Léon de Saint-Lubin, 44 ans, violoniste et compositeur. (° 5 juillet 1805)
- 25 mars : Francesco Basili, 83 ans, maître de chapelle et compositeur, auteur de nombreuses œuvres de musique sacrée (antiennes, psaumes, motets, un Miserere, un oratorio et quatre messes de requiem) et de treize opéras. (° 31 janvier 1767)
- 10 avril : Carlo Ilarione Petitti di Roreto, 59 ans, économiste, écrivain, conseiller d'État et homme politique, membre de l'Académie des sciences de Turin, nommé sénateur du royaume de Sardaigne en 1848. (° 21 octobre 1790)
- 9 novembre : Gabrio Piola, 56 ans, physicien et mathématicien, qui fit connaître les théories de Cauchy en Italie, ey fut le co-découvreur du tenseur des contraintes de Piola-Kirchhoff. († 15 juillet 1794)
- 27 novembre : Emilia Giuliani-Guglielmi, 37 ans, guitariste et compositrice. (° 23 avril 1813)